# Frechholzhausen

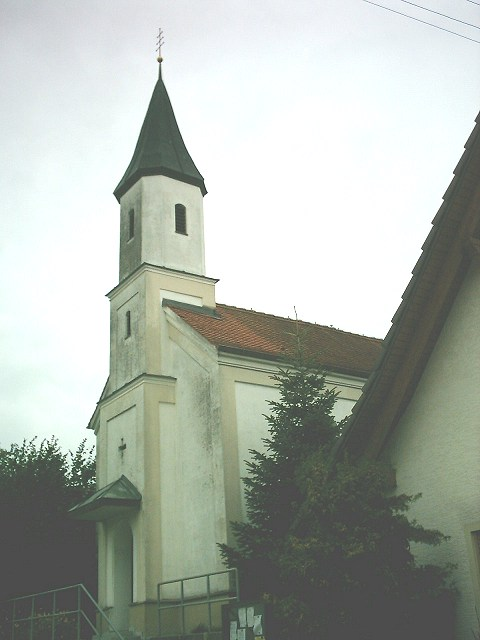
Kapelle Mariä Heimsuchung

Frechholzhausen ist ein Gemeindeteil der Gemeinde Affing im Landkreis Aichach-Friedberg, der zum Wittelsbacher Land im Regierungsbezirk Schwaben in Bayern gehört.

## Geographie
Frechholzhausen liegt an der Verbindungsstraße zwischen Affing und Derching. Diese auch als Highway bezeichnete Straße wurde als Zubringer für ein Munitionsdepot in der Nähe von Frechholzhausen im Kalten Krieg ausgebaut.

## Geschichte

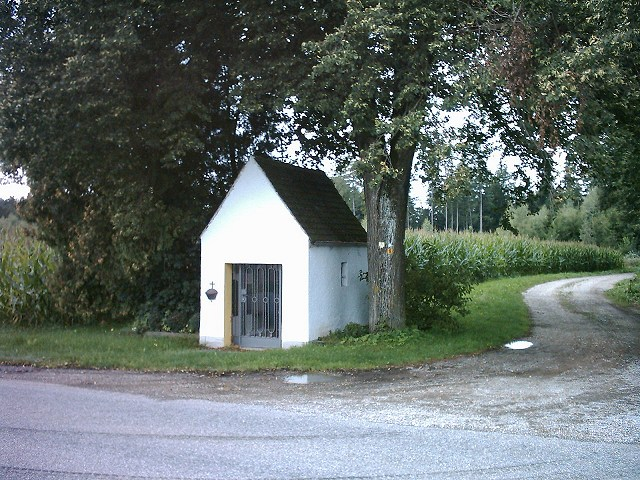
Wegkapelle nördlich von Frechholzhausen

Frechholzhausen hat rund 100 Einwohner und liegt zwischen Affing und Derching. 1269 bzw. 1271 wurde die Siedlung Frechholzhausen (zu den Häusern eines Frechholt) erstmals erwähnt. Im 14. und 15. Jahrhundert beziehen Domkapitel und Hochstift Augsburg Abgaben aus dortigem Grundbesitz. Vermutlich unterstand der größte Teil dem Friedberger Gericht. Die katholische Dorfkapelle Mariä Heimsuchung stammt aus dem Jahre 1828. Nördlich und südlich von Frechholzhausen steht je eine Wegkapelle.

## Sehenswürdigkeiten
- Katholische Kapelle Mariä Heimsuchung, kleiner Saalbau mit Eingangsturm, 1828; mit Ausstattung
- Wegkapelle nördlich von Frechholzhausen an der Straße nach Affing, mit Geißelsäule
- Wegkapelle südlich von Frechholzhausen an der Straße nach Derching, 19. Jahrhundert mit Ausstattung